# Upsalite
L'upsalite è un minerale, un carbonato di magnesio. Scoperto nel luglio 2013 da un team di ricercatori dell'università di Uppsala (prende il nome proprio dalla città sede dell'università).

Presenta interessanti proprietà di porosità (800 metri quadrati per grammo di area superficiale).

## Abito cristallino
Gli MMC sono composti da una matrice di MgCO3 amorfa e mesoporosa ai raggi X con cristalli di MgO incorporati nella struttura. La via di sintesi sopra descritta produce generalmente particelle di MMC di dimensioni comprese tra il millimetro e il centimetro, particelle che possono essere ridotte di dimensioni se lo si desidera.

## Origine e giacitura
Sintetizzato per la prima volta e caratterizzato nel luglio 2013 presso l'università di Uppsala in Svezia.

## Forma in cui si presenta in natura
Sintetizzato in laboratorio, mai trovato in natura.